# Trojstveni Markovac
Trojstveni Markovac es una localidad de Croacia en la ciudad de Bjelovar, condado de Bjelovar-Bilogora.

## Geografía
Se encuentra a una altitud de 150 m s. n. m. a 88 km de la capital nacional, Zagreb.

## Demografía
En el censo 2011, el total de población de la localidad fue de 1301 habitantes.
| Gráfica de población de Trojstveni Markovac 1857-2011               |
|                                                                     |
| Según los censos de población de la oficina estadística de Croacia. |